# Lars-Erik Lundin
Lars-Erik Lundin, född 16 januari 1948 i Partille församling (Sävedalens kyrkobokföringsdistrikt) i  Göteborgs och Bohus län, är en svensk diplomat och statsvetare samt tidigare tjänsteman i EU-kommissionen och Europeiska utrikestjänsten (EEAS).

## Biografi
Lundin har studerat vid Göteborgs universitet där han 1969 tog en kandidatexamen och 1980 disputerade på en doktorsavhandling om hur Sovjetunionen utnyttjade militärt bistånd som maktmedel i Vietnam- och Mellanösternkonflikterna.
Efter en kortare tjänstgöring på Göteborgs universitet och värnplikt på Arméns tolkskola i Uppsala arbetade han på Utrikespolitiska institutets forskningsavdelning 1972–1976 innan han började på Utrikesdepartementets politiska avdelning där han tjänstgjorde under åren 1976–1978, 1982–1983 samt 1989–1996. Under åren 1984–1986 tjänstgjorde han inom den svenska delegationen till Konferensen om förtroende- och säkerhetsskapande åtgärder och nedrustning inom ESK i Stockholm. Han placerades 1978–1979 vid ambassaden i Luanda, 1980–1982 i Helsingfors och 1986–1989 i Bonn. Han befordrades till departementsråd 1994 (t.f. 1992) och fick ställning som ambassadör 1996. Under 90-talets första del hade han en aktiv roll inom ramen för det svenska ordförandeskapet i ESK (senare OSSE), Minskgruppsförhandlingarna om Nagorno-Karabach, Sveriges anslutning till NATO:s Partnerskap för Fred samt Sverige representation till Europarådet.
Samma år tillträdde han tjänsten som delegationschef och ambassadör i EU-kommissionen med placering i Wien fram till år 2000. Detta år blev han enhetschef för säkerhetspolitik och senare tillförordnad direktör och biträdande polchef inom kommissionens utrikesavdelning i Bryssel under åren fram till 2007. Under den senare delen av denna period representerade han kommissionen bland annat i NATO-ambassadörernas samrådsorgan med EU (NAC-PSC) samt i EU:s militärkommitté liksom i ett antal rådsarbetsgrupper.
Lundin var ambassadör och chef för EU:s delegation till de internationella organisationerna i Wien (före Lissabonfördraget som delegationschef för EU-kommissionens delegation) med ackreditering till IAEA, OSCE, UNODC och UNIDO 1996–2000 och 2007–2011.
Lundin är ledamot av Kungliga Krigsvetenskapsakademien sedan 2002 och samordnar akademins studieverksamhet sedan 2022. Han utnämndes 2023 till projektledare för akademins projekt SV-A-R "Sverige i EU och NATO – Avskräckning och Resiliens inför NATO-anslutningen". Han erhöll 2023 akademiens belöningsmedalj i silver för insatser inom ramen för det föregående akademiprojektet SES "Säkerhet i morgondagens Europa – svenska perspektiv" med följande motivering: ”Lars-Erik Lundin har genom sin breda och djupa kompetens inom det säkerhetspolitiska området haft en avgörande roll för att (SES-)projektet framgångsrikt nådde högt ställda kvalitativa mål. Han har genom sitt personliga engagemang varit en viktig länk för akademiens externa kunskapsspridning. Lundin har på ett betydande sätt bidragit till att göra KKrVA till en institution av tydlig relevans för det svenska samhället, i ambitionen att ge medborgarna insikter om den allvarliga säkerhetspolitiska situationen.”
Han knöts från 2014 till Stockholms internationella fredsforskningsinstitut (SIPRI) som Distinguished Associate Fellow och har även varit knuten till Utrikespolitiska institutet och Försvarshögskolan samt ISDP.
Han är medförfattare till ett antal böcker och utredningar, bland annat om ubåtsfrågan samt FN:s konvention om kärnvapenförbud. Han föreläser återkommande vid Försvarshögskolan och College of Europe.

### Familj
Lundin gifte sig 15 december 1973 med Inger Margareta Bäcklund (född 1947). Paret har tre barn födda 1976, 1981 och 1987.